# جورجیا استنوی
جورجیا ماری استنوی (به انگلیسی: Georgia Stanway) (زاده ۳ ژانویه ۱۹۹۹) یک بازیکن فوتبال انگلیسی است که به عنوان مهاجم در سوپر لیگ فوتبال زنان انگلستان برای بایرن مونیخ و تیم ملی انگلستان بازی می‌کند. او همچنین در سطوح مختلف جوانان نیز نماینده انگلستان بوده‌است.
در سال ۲۰۱۶، استنوی نامزد شخصیت ورزشی جوان سال BBC بود. در سال ۲۰۱۷، او به عنوان بازیکن جوان PFA زنان سال معرفی شد. در ژوئن سال ۲۰۱۸، او در تیم منتخب فصل لیگ قهرمانان اروپای زنان قرار گرفت. در سال ۲۰۱۹، جایزه بازیکن جوان سال PFA زنان به او اعطا شد.

## اوایل زندگی
استنوی در باوو-این-فورنس متولد شد، اما در سن ۱۶ سالگی نقل مکان کرد تا آرزوی خود برای بازی فوتبال را دنبال کند. آلن شیرر الگوی او است و وی از نیوکاسل یونایتد هواداری می‌کند.

## حرفه باشگاهی

### بلکبرن روورز
استنوی کار خود را در بلکبرن روورز آغاز کرد و در آنجا با سیستم جوانان بازی کرد و سرانجام در تیم اصلی در لیگ برتر انگلستان بازی کرد.

### منچستر سیتی

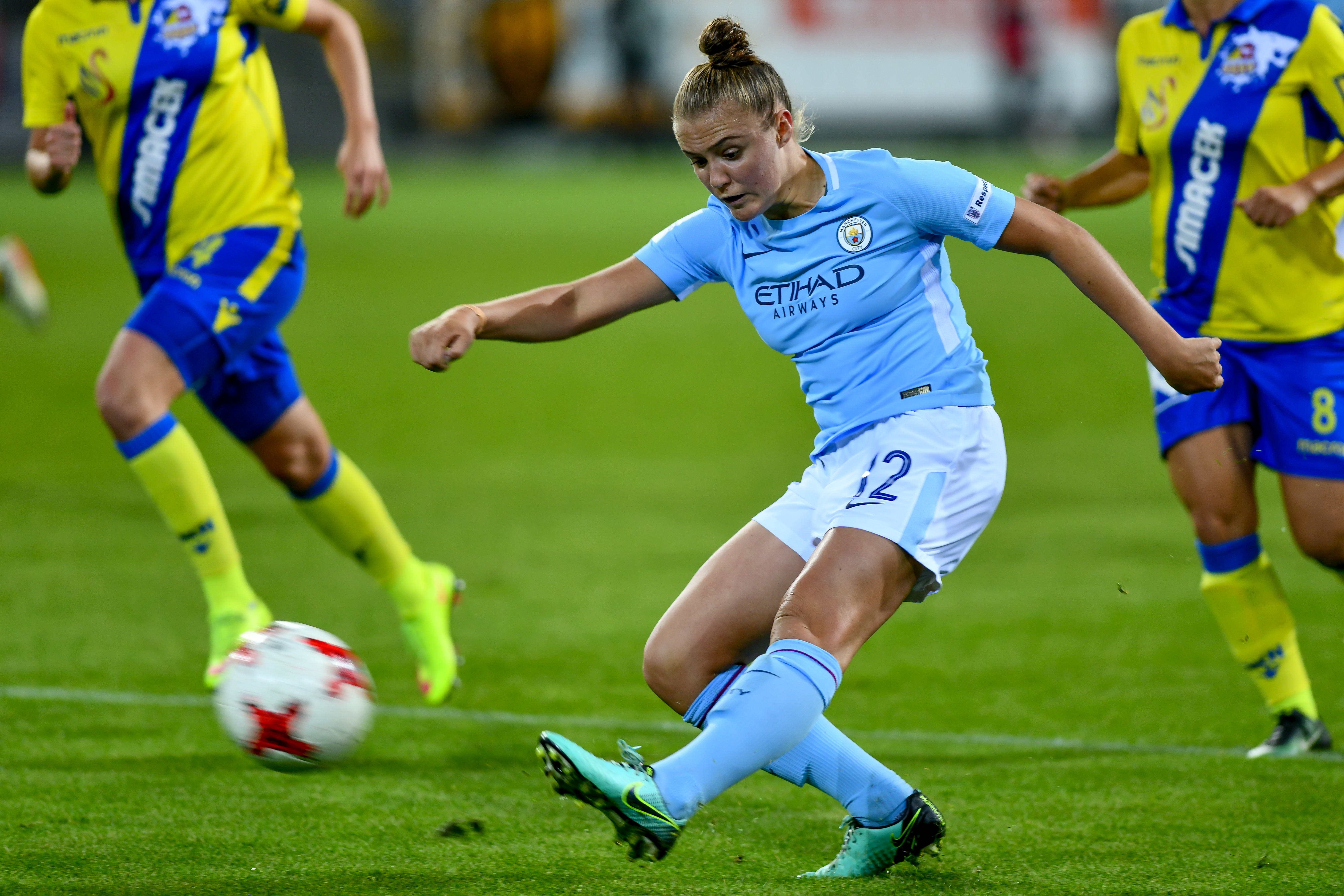
استنوی در حال بازی برای منچستر سیتی در لیگ قهرمانان ۱۸–۲۰۱۷.

در ۱۸ ژوئیه ۲۰۱۵، استنوی به منچستر سیتی منتقل شد. در ۲۹ ژوئیه، استنوی اولین قهرمانی خود برای منچستر سیتی را به عنوان تعویضی در پیروزی ۵–۰ برابر دورام در جام کانتیننتال رقم زد. در ۲۷ اوت، او اولین گل خود را در پیروزی ۲–۰ مقابل اورتون به ثمر رساند. او کمپین دوشیزه خود را با جایزه ستاره در حال پیشرفت باشگاه پایان داد. در سال ۲۰۱۶، او جایزه گل فصل نیسان را کسب کرد. در ژانویه سال ۲۰۱۷، او قرارداد جدیدی با این باشگاه امضا کرد.
عملکرد او در فصل ۱۸–۲۰۱۷ باعث شد وی در تیم فصل لیگ قهرمانان اروپای زنان باشد. فصل بعد، جایزه بازیکن جوان PFA زنان سال به او اعطا شد.
در ۱۷ نوامبر ۲۰۱۹، استنوی قبل از ارسال دو گل پس از دریافت دو کارت زرد، در یک پیروزی ۵–۰ لیگ برتر مقابل وستهام یونایتد، دو گل به ثمر رساند.

## حرفه ملی

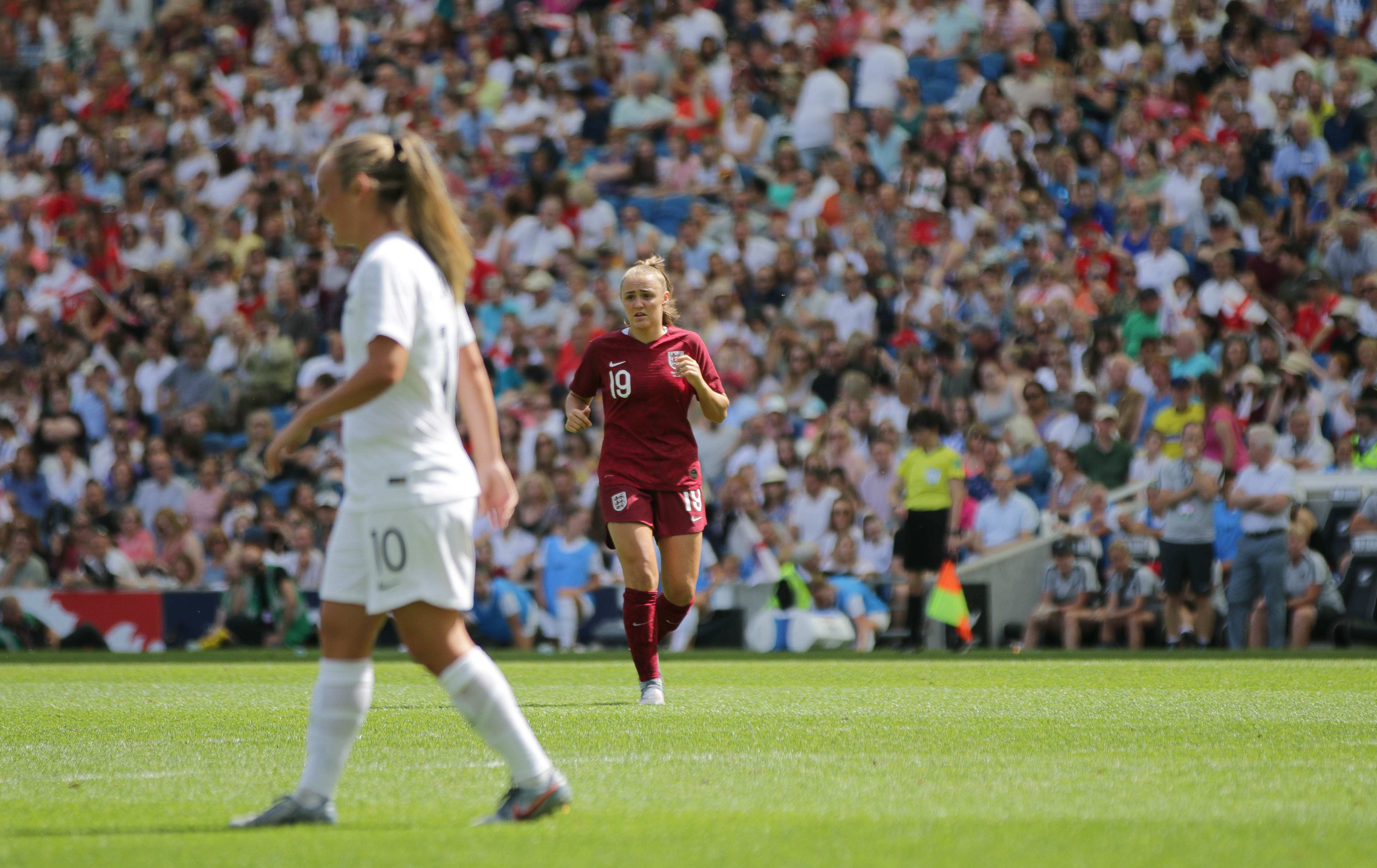
استنوی (پشت) در حال بازی برای انگلستان در سال ۲۰۱۹

### جوانان
در سال ۲۰۱۶، استنوی کاپیتان زیر ۱۷ سال انگلستان یک مدال برنز در یورو و اولین مبارزات جام جهانی بدست آورد. در سال ۲۰۱۸، استنوی نقش محوری را در رقابت‌های جام جهانی زیر ۲۰ سال انگلستان بازی کرد. استنوی شش بار توپ را به ثمر رساند (همان تعدادی که پاتریسیا گیخارو، برنده کفش طلایی زد - فقط در پاس‌های گل بیشتر) به عنوان انگلستان به دنبال کسب مدال برنز در فرانسه رفت.

### بزرگسالان
استنوی اولین گل انگلستان را در اولین بازی خود در پیروزی ۳–۰ دوستانه مقابل اتریش در ۸ نوامبر ۲۰۱۸ به ثمر رساند. استنوی در سپتامبر ۲۰۱۹ دومین گل ملی خود را با نتیجه ۲–۱ به نروژ زد.